# Scotophilus trujilloi
Scotophilus trujilloi är en fladdermus i familjen läderlappar som förekommer i östra Afrika. Artepitetet hedrar zoologen Robert Trujillo som forskar om fladdermöss.
Individerna når en kroppslängd (huvud och bål) av 65 till 75 mm och en svanslängd av 37 till 44 mm. Underarmarna är 43 till 46 mm långa och öronen är cirka 8 mm stora. Pälsen på ovansidan har en rödbrun färg och undersidans päls är orengebrun. Arten saknar hår på flyghuden, på svansen och på bakbenen. Arten är närmast släkt med Scotophilus dinganii.
Exemplar av arten hittades i sydöstra Kenya nära kusten. Kanske sträcker sig utbredningsområdet till Tanzania och Somalia. Denna fladdermus lever i skogar. Den besöker troligtvis kulturlandskap.
Störningar vid viloplatsen påverkar beståndet negativ. Arten har viss anpassningsförmåga. IUCN listar Scotophilus trujilloi som livskraftig (LC).